# Josef Marha
Josef Marha (* 2. června 1976, v Havlíčkově Brodě), je bývalý český hokejový útočník.

## Hráčská kariéra
S hokejem začínal v mateřském Stadionu Hradec Králové. V roce 1992, jako šestnáctiletý dorostenec, přestupuje do Dukly Jihlava, kde nastupuje v družstvu dorostenců a brzy i za A tým mužů.
V nejvyšší soutěži za Duklu odehrál 83 utkání a dal v nich 12 branek.
V 19 letech odlétá za Atlantik, kde mezi roky 1995–2001 nastupoval nejen za týmy nižší zámořské soutěže AHL, ale odehrál i 159 utkání v NHL za Colorado Avalanche, Chicago Blackhawks a Mighty Ducks of Anaheim.
V roce 2001 se vrátil do Evropy a 13 let pobýval ve Švýcarsku. Za tým HC Davos odehrál ve švýcarské lize mezi léty 2001–2013 celkem 531 zápasů.
V roce 2013 se vrátil zpět do Česka a uzavřel dvouletou smlouvu s klubem HC ČSOB Pojišťovna Pardubice, za který nastupoval v sezóně 2013/14 v české extralize. K 30. listopadu 2013 však, po dohodě s klubem, předčasně ukončil svůj kontrakt v Pardubicích a stal se volným hráčem.
S hráčem okamžitě uzavřel na zbytek sezóny novou smlouvu mateřský Mountfield HK a Marha se tak od 1. prosince 2013 vrátil zpět domů, do Hradce Králové. Již před koncem sezóny avizoval ukončení své hráčské kariéry a po skončení ročníku 2013–14 již s mužstvem neprodloužil kontrakt. Jeho mateřský klub se s ním rozloučil před vyprodaným stadionem na úvod derby s Pardubicemi 19. září 2014.

## Ocenění a úspěchy
- 1995 Postup s klubem HC Železárny Třinec do ČHL
- 1994 ME-18 – All-Star Tým
- 1998 AHL – All-Star Game
- 2001 AHL – All-Star Game
- 2002 SP – All-Star Tým
- 2006 SP – All-Star Tým
- 2006 SP – Nejužitečnější hráč
- 2007 NLA – Nejlepší střelec v playoff

## Prvenství
- Debut v NHL – 17. března 1996 (Colorado Avalanche proti Edmonton Oilers)
- První asistence v NHL – 17. března 1996 (Colorado Avalanche proti Edmonton Oilers)
- První gól v NHL – 7. října 1997 (Colorado Avalanche proti Boston Bruins, brankáři Byronu Dafoeovi)

## Klubová statistika
| Sezóna       | Klub                         | Soutěž       |     | Základní část | Základní část | Základní část | Základní část | Základní část |    | Play off | Play off | Play off | Play off | Play off |
| Sezóna       | Klub                         | Soutěž       | Z   | G             | A             | B             | TM            | Z             | G  | A        | B        | TM       |          |          |
| 1992/1993    | HC Dukla Jihlava             | ČSHL         | 7   | 2             | 2             | 4             | 0             | —             | —  | —        | —        | —        |          |          |
| 1993/1994    | HC Dukla Jihlava             | ČHL          | 41  | 7             | 2             | 9             | 0             | 3             | 0  | 1        | 1        | 0        |          |          |
| 1994/1995    | HC Dukla Jihlava             | ČHL          | 35  | 3             | 7             | 10            | 0             | —             | —  | —        | —        | —        |          |          |
| 1995/1996    | Cornwall Aces                | AHL          | 74  | 18            | 30            | 48            | 30            | 8             | 1  | 2        | 3        | 10       |          |          |
| 1995/1996    | Colorado Avalanche           | NHL          | 2   | 0             | 1             | 1             | 0             | —             | —  | —        | —        | —        |          |          |
| 1996/1997    | Hershey Bears                | AHL          | 67  | 23            | 49            | 72            | 44            | 19            | 6  | 16       | 22       | 10       |          |          |
| 1996/1997    | Colorado Avalanche           | NHL          | 6   | 0             | 1             | 1             | 0             | —             | —  | —        | —        | —        |          |          |
| 1997/1998    | Hershey Bears                | AHL          | 55  | 6             | 46            | 52            | 30            | —             | —  | —        | —        | —        |          |          |
| 1997/1998    | Colorado Avalanche           | NHL          | 11  | 2             | 5             | 7             | 4             | —             | —  | —        | —        | —        |          |          |
| 1997/1998    | Anaheim Ducks                | NHL          | 12  | 7             | 4             | 11            | 0             | —             | —  | —        | —        | —        |          |          |
| 1998/1999    | Anaheim Ducks                | NHL          | 10  | 0             | 1             | 1             | 0             | —             | —  | —        | —        | —        |          |          |
| 1998/1999    | Cincinnati Mighty Ducks      | AHL          | 3   | 1             | 0             | 1             | 4             | —             | —  | —        | —        | —        |          |          |
| 1998/1999    | Portland Pirates             | AHL          | 8   | 0             | 8             | 8             | 2             | —             | —  | —        | —        | —        |          |          |
| 1998/1999    | Chicago Blackhawks           | NHL          | 22  | 2             | 5             | 7             | 4             | —             | —  | —        | —        | —        |          |          |
| 1999/2000    | Chicago Blackhawks           | NHL          | 81  | 10            | 12            | 22            | 18            | —             | —  | —        | —        | —        |          |          |
| 2000/2001    | Norfolk Admirals             | AHL          | 60  | 18            | 28            | 46            | 44            | 9             | 1  | 8        | 9        | 6        |          |          |
| 2000/2001    | Chicago Blackhawks           | NHL          | 15  | 0             | 3             | 3             | 6             | —             | —  | —        | —        | —        |          |          |
| 2001/2002    | HC Davos                     | NLA          | 44  | 18            | 14            | 32            | 36            | 16            | 6  | 9        | 15       | 8        |          |          |
| 2002/2003    | HC Davos                     | NLA          | 43  | 14            | 18            | 32            | 51            | 17            | 4  | 6        | 10       | 6        |          |          |
| 2003/2004    | HC Davos                     | NLA          | 41  | 12            | 10            | 22            | 30            | 6             | 2  | 1        | 3        | 0        |          |          |
| 2004/2005    | HC Davos                     | NLA          | 44  | 18            | 22            | 40            | 30            | 15            | 2  | 9        | 11       | 14       |          |          |
| 2005/2006    | HC Davos                     | NLA          | 44  | 9             | 16            | 25            | 44            | 13            | 2  | 3        | 5        | 10       |          |          |
| 2006/2007    | HC Davos                     | NLA          | 41  | 9             | 13            | 22            | 32            | 19            | 8  | 6        | 14       | 26       |          |          |
| 2007/2008    | HC Davos                     | NLA          | 48  | 15            | 8             | 23            | 20            | 13            | 1  | 4        | 5        | 12       |          |          |
| 2008/2009    | HC Davos                     | NLA          | 49  | 11            | 14            | 25            | 44            | 20            | 2  | 8        | 10       | 2        |          |          |
| 2009/2010    | HC Davos                     | NLA          | 48  | 11            | 22            | 33            | 30            | 6             | 1  | 0        | 1        | 2        |          |          |
| 2010/2011    | HC Davos                     | NLA          | 44  | 7             | 15            | 22            | 34            | 9             | 5  | 3        | 7        | 4        |          |          |
| 2011/2012    | HC Davos                     | NLA          | 40  | 9             | 8             | 17            | 16            | 3             | 0  | 0        | 0        | 0        |          |          |
| 2012/2013    | HC Davos                     | NLA          | 44  | 7             | 15            | 22            | 34            | 9             | 5  | 3        | 7        | 4        |          |          |
| 2013/2014    | HC ČSOB Pojišťovna Pardubice | ČHL          | 23  | 2             | 4             | 6             | 8             | —             | —  | —        | —        | —        |          |          |
| 2013/2014    | Mountfield HK                | ČHL          | 20  | 0             | 3             | 3             | 10            | 4             | 0  | 0        | 0        | 2        |          |          |
| Celkem v NLA | Celkem v NLA                 | Celkem v NLA | 531 | 137           | 172           | 309           | 379           | 143           | 34 | 49       | 83       | 92       |          |          |
| Celkem v NHL | Celkem v NHL                 | Celkem v NHL | 159 | 21            | 32            | 53            | 32            | —             | —  | —        | —        | —        |          |          |

## Reprezentace
Reprezentoval Českou republiku na Mistrovství Evropy do 18 let 1994 (odkud si odvezl bronzovou medaili) a Mistrovství světa do 20 let v letech 1994 a 1995.
Za seniorskou reprezentaci odehrál dvanáct utkání.
| Rok          | Tým          | Soutěž       | Z  | G | A | B  | TM |
| ------------ | ------------ | ------------ | -- | - | - | -- | -- |
| 1994         | Česko 18     | ME-18        | 5  | 4 | 5 | 9  | 4  |
| 1994         | Česko 20     | MS-20        | 5  | 4 | 0 | 4  | 2  |
| 1995         | Česko 20     | MS-20        | 7  | 5 | 5 | 10 | 0  |
| Celkem v MSJ | Celkem v MSJ | Celkem v MSJ | 12 | 9 | 5 | 14 | 2  |